# Ken Marshall
Kenneth „Ken“ Marshall (* 27. Juni 1950 in New York City) ist ein US-amerikanischer Schauspieler.

## Leben
Er trat unter anderem im Fantasy-Film Krull von 1983, in dem er an der Seite von Lysette Anthony vor der Kamera stand, sowie in der Serie Star Trek: Deep Space Nine als Michael Eddington auf. Seine wiederkehrende Rolle als Bartender in der Serie The District ist sein bisher letztes Projekt.
Seinen Durchbruch als Schauspieler erzielte Marshall 1982 als Hauptdarsteller der vierteiligen Miniserie Marco Polo.

## Filmografie (Auswahl)
- 1981: Die Haut (La pelle)
- 1982: Marco Polo (Miniserie)
- 1983: Krull
- 1988: FBI Academy (Feds)
- 1989: Baywatch – Die Rettungsschwimmer von Malibu (Baywatch, Fernsehserie, 1 Episode)
- 1993: Berlin ‘39 – In den Fängen der Gestapo (Berlin ‘39)
- 1994–1997: Star Trek: Deep Space Nine (Fernsehserie, 9 Episoden)
- 1998: Operation Delta Force 2: Mayday
- 2000: Wo ist mein Sohn? (Dov’è mio figlio)
- 2001: JAG – Im Auftrag der Ehre (JAG, Fernsehserie, 1 Episode)
- 2003: The District – Einsatz in Washington (The District, Fernsehserie, 2 Episoden)